# Protogaster rhizophilus
Protogaster rhizophilus Thaxt. – gatunek grzybów z monotypowego rodzaju Protogaster Thaxt., znajdujący się w monotypowej rodzinie Protogastraceae Zeller, należącej do rzędu borowikowców (Boletales).

## Charakterystyka
Grzyby z gatunku Protogaster rhizophilus to drobne, podziemne wnętrzniaki, prawdopodobnie pasożyty. Wytwarzają okrągławe owocniki o średnicy 0,1–0,5 mm o pojedynczym, jasnym perydium i brązowej glebie, otoczone luźną, watowatą plechą. Gatunek ten został odkryty w USA na korzeniach fiołków (Viola).

## Taksonomia
Pozycja w klasyfikacji według Index Fungorum: Protogastraceae, Boletales, Agaricomycetidae, Agaricomycetes, Agaricomycotina, Basidiomycota, Fungi.
Rodzina Protogastraceae została utworzona (jako Protogasteraceae) przez Sanforda Zellera w artykule Protogaster, representing a new order of the Gasteromycete, opublikowanym w „Annals of the Missouri Botanical Garden” z 1934, zaliczył ją wówczas do nowo utworzonego (obecnie przestarzałego) rzędu Protogastrales:

      protogastraceae Zeller, fam. nov.
   Fructificationes subsphaericae, minutae; peridium simplex contextum, indehiscens; gleba unilocullata, sine invaginatione; hymenium laeve.

W tej samej pracy przedstawił on wyniki badań Rolanda Thaxtera, który odkrył dla nauki gatunek Protogaster rhizophilus, który zaliczył do nowo utworzonego przez siebie rodzaju Protogaster. Nie dostarczono opisów gatunku ani rodzaju, jednak Zeller zdecydował się samodzielnie zdiagnozowac te taksony na podstawie próbek, przypisując, z odpowiednią notą, autorstwo Thaxterowi:

      protogaster Thaxter, ord. nov.2
   Fructificationes minutae, sphaericae vel subsphaericae, sine speciale textu, hypogeae; peridium simplex primordiale contextum, indehiscens; gleba uniloculata, sine invaginatione; hymenium laeve; sporae ellipsoidae vel subellipsoidae, laeves, hyalinae vel subcoloratae.

   Protogaster rhizophilus Thaxter, sp. nov.
   Fructificationes sphaericale vel ellipsoideae, 100–500 μ diametro, hypogeae, superficie arida, alba vel pallide brunneo-grisea, byssoidea vel innato-fibrillosa (sericea), unde hypoidei funiculi in soli evanescunt; peridium 17–46 μ crassitudine, simplex, byssoideum, ex hyphis tenuibus laxis undolatis; gleba unilocullata "clay color," "Mikado brown," vel "snuff-brown";3 locellus subglobosus, primo vacuus, maturitate sporis repletus; hymenium laeve; basidia incenspicua, hyalina, clavata vel fusoidea, mono- vel tetraspora, vulgo dispora, 8.5–11 x 3–7 μ, sterigmatibus brevibus; sporae subellipsoideae vel obovideae, laeves, hyalinae vel dilute citrinae sub lente, in massa "Mikado brown" vel "nuff-brown," exosporo subconspicuo, 8–12.5 x 3.5–6 μ.
   In terra inter radices vivas Violae, Kittery Point, Maine, Amer. bor. (Roland Thaxter). Aestatae.